# Bonnevent-Velloreille
Bonnevent-Velloreille é uma comuna francesa na região administrativa de Borgonha-Franco-Condado, no departamento de Alto Sona. Estende-se por uma área de 5,32 km². Em 2010 a comuna tinha 384 habitantes (densidade: 72,2 hab./km²).